# John Atherton (Entdecker)
John Atherton (* 9. August 1837 in Lancashire, England; † 16. Mai 1913 bei Mareeba, Queensland, Australien) war ein Landeigentümer, Schafzüchter und Entdeckungsreisender im frühen Queensland.

## Jugend
John Atherton war der zweite Sohn von Edmund Atherton, einem Farmer, und seiner Frau Esther, geborene Ainscough. John kam 1844 mit seiner Familie, die neun Kinder hatte, in Sydney an. Er wuchs bei Armidale in Neuengland auf und erhielt zuhause Unterricht.

## Späteres Leben
Als John Atherton 20 Jahre alt war, trieb er mit seinem Bruder James eine Schafherde in den neu erkundeten Bezirk Rockhampton. Dort ließ sich sein Bruder nieder. John überzeugte seinen Vater, das Anwesen bei Armidale aufzugeben und sich auch in diesem neuen Gebiet niederzulassen. Daraufhin führte John eine weitere Gruppe von 22 Personen mit Pferden und Ochsenkarren nordwärts. Nach einer Reise von sechs Monaten siedelte sein Vater am Mount Hedlow und John bei Bamoyea am Limestone Creek. Im September 1862 heiratete John in Rockhampton, ging nach der Hochzeit unverzüglich mit seiner Frau in die Nähe von Emerald und siedelte auf einem Gebiet, das er Corio nannte.
1864 legte er mit seinem Bruder eine Küstenstraße von Broadwater nach Mackay an. John Atherton trieb 1875 als erster Vieh bis an die Goldfelder am Palmer River und Hodgkinson River und verkaufte es mit Gewinn. Er war auch als Prospektor aktiv. John trieb anschließend seine Viehherden bis zum Burdekin River, wo ihm wenig Erfolg beschieden war. Schließlich ließ er sich endgültig am Ufer des Barron River nieder. Von dort aus trieb er seine Herden bis Cairns, von wo aus er sie verschiffte. Atherton entdeckte 1879 ein Zinnvorkommen bei Herberton und auch Kupfer.

## Nachwirken
Der Gillies Highway an der Küste nach Cairns, die einzige Straße über die Berge nach Herberton, folgt seiner Route und zahlreiche Plätze sind nach ihm benannt. Er benannte den Tinaroo Creek, ist der Gründer der Stadt Mareeba und der Name des Atherton Tableland und der Stadt Atherton gehen auf ihn zurück.